# Casten Nemra
Casten Ned Nemra (Kwajalein, Islas Marshall; 29 de julio de 1979) es un político y administrador marshalés. Es un político independiente. Comenzó su carrera ocupando diversos cargos públicos como funcionario.
En 2015 pasó a ser diputado de la Nitijela.
El 11 de enero de 2016 fue elegido como Presidente de las Islas Marshall, pero tras 17 días gobernando fue reemplazado tras una moción de censura.
Cabe destacar que ha sido la persona más joven en la historia del país, en ocupar la presidencia.

## Biografía
Nacido en el atolón marshalés de Kwajalein, el día 29 de julio de 1979.
Al cursar primaria pasó al instituto católico "Assumption High School" de la ciudad-capital Majuro, donde se graduó en secundaria.
Seguidamente se trasladó a Estados Unidos, donde en el 2000 obtuvo una licenciatura en Administración de empresas por la "Universidad Estatal de Portland".
Tras finalizar sus estudios superiores regresó a su país y en 2001 comenzó desempeñando la función de Director de Presupuesto de la Oficina de Asistencia para el Desarrollo Internacional, en 2004 fue Subsecretario de la Secretaria de Hacienda hasta 2007 y un año más tarde fue nombrado Secretario General de las islas.
En política se ha declarado como independiente.
Al presentarse a las Elecciones Generales de 2015, logró un escaño como diputado del parlamento nacional "Nitijela", por el atolón de Jaluit y la circunscripción electoral de Ralik Chain.
El día 11 de enero de 2016 fue elegido por el parlamento en sucesión de Christopher Loeak, como nuevo Presidente de las Islas Marshall, siendo la persona más joven en la historia del país en ocupar este cargo.
Posteriormente a sus 17 días de gobierno, el 28 de enero fue derrocado de la presidencia mediante una moción de censura presentada y tuvo que ser reemplazado por la que era ministra de educación, Hilda Heine siendo la primera mujer presidenta del país.

## Vida privada
Casten Nemra es bilingüe ya que sabe hablar inglés y el idioma marshalés.
Está casado Terry Paul Nemra, con la que tiene cuatro hijos.
Actualmente residen en Jaluit.